# Pamela Malembo
Ivonne « Pamela » Malembo, née le 9 avril 1989, est une footballeuse internationale congolaise qui évolue au poste d'attaquante.

## Biographie
Elle commence sa carrière en 2000 à l'Espoir de Bandal

### Carrière internationale
Malembo a été sélectionnée par RD Congo au niveau senior lors du Championnat d'Afrique féminin 2012.